# FC Barcelona (piłka siatkowa)
FC Barcelona - sekcja siatkarska hiszpańskiego klubu sportowego o tej samej nazwie z siedzibą w Barcelonie (Katalonia). Założona została w 1970 roku. Od sezonu 2008/2009 występuje w najwyższej klasie rozgrywek klubowych w Hiszpanii.

## Rozgrywki krajowe
| Sezon     | Rozgrywki                       | Osiągnięcie |
| --------- | ------------------------------- | ----------- |
| 2008/2009 | Superliga de Voleibol Masculina | 9. miejsce  |
| 2009/2010 | Superliga de Voleibol Masculina | ćwierćfinał |

## Rozgrywki międzynarodowe
Klub FC Barcelona nie występował dotychczas w europejskich pucharach.

## Kadra w sezonie 2009/2010
- Pierwszy trener:  Antoni Alemany
- Drugi trener:  Sergi Bosch

| Nr | Imię i nazwisko     | Data ur. | Wzrost | Pozycja      |
| -- | ------------------- | -------- | ------ | ------------ |
| 1  | Sergi Arranz        | 1990     | 186    | rozgrywający |
| 2  | Fausto Altamirano   | 1990     | 201    | środkowy     |
| 3  | Julliani Rodrigo    | 1976     | 203    | atakujący    |
| 4  | Marlon Palharini    | 1984     | 188    | przyjmujący  |
| 7  | Miguel Ángel de Amo | 1985     | 185    | rozgrywający |
| 8  | Ángel Galindo       | 1987     | 188    | przyjmujący  |
| 9  | Danilo Lampariello  | 1982     | 200    | przyjmujący  |
| 10 | Gerard Aguilar      | 1978     | 198    | środkowy     |
| 11 | Sergi Martín        | 1978     | 198    | przyjmujący  |
| 12 | Thiago Oliveira     | 1981     | 206    | środkowy     |
| 14 | Aaron Gámiz         | 1988     | 178    | przyjmujący  |
| 15 | Jordi Marcé         | 1984     | 202    | środkowy     |
| 16 | Pau Martínez        | 1981     | 180    | libero       |
| 17 | Luiz Roque          | 1979     | 198    | środkowy     |